# Heterocrepidius
Heterocrepidius is een geslacht van kevers uit de familie  
kniptorren (Elateridae).
Het geslacht is voor het eerst wetenschappelijk beschreven in 1838 door Guérin-Méneville.

## Soorten
Het geslacht omvat de volgende soorten:
- Heterocrepidius aenescens Candèze, 1859
- Heterocrepidius afer Candèze, 1889
- Heterocrepidius ater Candèze
- Heterocrepidius castanopterus Candèze
- Heterocrepidius columbicus Steinheil, 1875
- Heterocrepidius corvinus Candèze, 1897
- Heterocrepidius crocipes Germar, 1824
- Heterocrepidius depressus Candèze, 1859
- Heterocrepidius ferrugineus Lucas, 1857
- Heterocrepidius gilvellus Candèze, 1859
- Heterocrepidius granulatus Candèze, 1859
- Heterocrepidius majusculus Candèze, 1897
- Heterocrepidius marginatus Candèze, 1897
- Heterocrepidius megalops Champion, 1895
- Heterocrepidius minor Schwarz, 1906
- Heterocrepidius modestus Schwarz, 1906
- Heterocrepidius morio Candèze, 1897
- Heterocrepidius picipes Germar, 1839
- Heterocrepidius picipes (Germar, 1839)
- Heterocrepidius pictipes (Chevrolat, 1843)
- Heterocrepidius puberulus Boheman, 1859
- Heterocrepidius rufus Steinheil, 1874
- Heterocrepidius ventralis Guerin-Meneville, 1838
- Heterocrepidius ventralis (Guérin-Méneville, 1838)